# جون هيكس (لاعب محترف لكرة القاعدة)
جون هيكس (بالإنجليزية: John Hicks)‏ هو لاعب محترف لكرة القاعدة ‏ أمريكي، ولد في 31 أغسطس 1989 في تشارلوت في الولايات المتحدة.

## وصلات خارجية
- جون هيكس على موقع دوري كرة القاعدة الرئيسي (الإنجليزية)
- جون هيكس على موقعبيزبول رفرنس.كوم (الدوري الرئيسي) (الإنجليزية)
- جون هيكس على موقعبيزبول رفرنس.كوم (الدوري الثانوي) (الإنجليزية)
- جون هيكس على موقع إي إس بي إن.كوم (أم.أل.بي) (الإنجليزية)
- جون هيكس على موقع مشجعي الرسوم البيانية (الإنجليزية)